# Władcy łęczyccy i sieradzcy

## Księstwo łęczyckie (1138–1144)
| Daty panowania | Władca                                                | Pokrewieństwo                                         | Uwagi                                                      |
| -------------- | ----------------------------------------------------- | ----------------------------------------------------- | ---------------------------------------------------------- |
| 1138–1144      | Salomea                                               | żona Bolesława III Krzywoustego                       | Oprawa wdowia wedle testamentu Bolesława III Krzywoustego. |
| 1144           | księstwo łęczyckie powróciło do dzielnicy senioralnej | księstwo łęczyckie powróciło do dzielnicy senioralnej | księstwo łęczyckie powróciło do dzielnicy senioralnej      |

W latach 1144–1231 prowincja łęczycka (obejmująca kasztelanie: łęczycką, sieradzką, spicymierską, rozpierską, wolborską, skrzyńską, żarnowską i małogoską) należała do dzielnicy senioralnej.

## Księstwo sieradzkieiksięstwo łęczyckie(1231/1247–1327)
W 1231 Konrad I mazowiecki wyłączył Łęczycę i Sieradz z księstwa krakowskiego i włączył do swojego księstwa. Jego syn Kazimierz I kujawski stał się pierwszym samodzielnym księciem tych ziem.
| Daty panowania | Władca                                                                                          | Pokrewieństwo                                                                                   | Uwagi (Kursywą oznaczono władztwa z innych dzielnic) |
| --- | ----------------------------------------------------------------------------------------------- | ----------------------------------------------------------------------------------------------- | --- |
| 1231–1247 | Konrad I mazowiecki                                                                             | syn Kazimierza II oraz wnuk Bolesława Krzywoustego i Salomei                                    | współrządca z bratem Leszkiem I do 1200 - od 1200 – samodzielny książę mazowiecki i książę kujawski - 1229–1231 i 1241–1243 – książę krakowski - od 1231 odłączył Sieradz i Łęczycę z księstwa krakowskiego - w 1239 lub 1243 – na skutek jego klęsk w walce o dzielnice sandomierską i krakowską, księstwo łęczyckie utraciło na rzecz prowincji sandomierskiej trzy kasztelanie zapiliczańskie (zlokalizowane po prawej stronie Pilicy): żarnowską, skrzyńską, małogoską |
| 1247–1261/1267 | Kazimierz I kujawski                                                                            | syn Konrada I mazowieckiego                                                                     | - od 1233 – książę kujawski - 1247–1261 – książę sieradzki (z przerwą 1259–1260; w 1261 przekazał ziemię synowi) - 1247–1267 – książę łęczycki - 1248–1267 – książę dobrzyński |
| W Sieradzu: 1259–1260 | Siemowit I                                                                                      | syn Konrada I mazowieckiego                                                                     | - 1247–1248 – książę czerski - 1248–1262 – w całym Mazowszu właściwym (bez Dobrzynia) |
| 1261/1267–1288 | Leszek Czarny                                                                                   | syn Kazimierza I                                                                                | - od 1261 – książę sieradzki - od 1267 – książę łęczycki - 1273–1278 – książę kujawski w Inowrocławiu i Bydgoszcz - od 1279 – książę krakowski |
| 1288 | podział księstwa między braci Leszka: Kazimierza II (Łęczyca) i Władysława I Łokietka (Sieradz) | podział księstwa między braci Leszka: Kazimierza II (Łęczyca) i Władysława I Łokietka (Sieradz) | podział księstwa między braci Leszka: Kazimierza II (Łęczyca) i Władysława I Łokietka (Sieradz) |
| 1288–1294 | Kazimierz II łęczycki                                                                           | syn Kazimierza I                                                                                | od 1288 samodzielny książę łęczycki - od 1292 lennik Wacława II. |
| 1288/1294–1300 | Władysław I Łokietek                                                                            | syn Kazimierza I                                                                                | od 1288 samodzielny książę sieradzki - od 1288 – samodzielne rządy w księstwie brzesko-kujawskim - od 1294 – po śmierci brata – książę łęczycki |
| 1300–1305 | Wacław II z dynastii Przemyślidów                                                               |                                                                                                 | Książę łęczycki i sieradzki - 1300–1305 – król Polski |
| 1305–1306 | Wacław III z dynastii Przemyślidów                                                              | syn Wacława II                                                                                  | Książę łęczycki i sieradzki - 1305–1306 – król Polski |
| 1306–1327 ponownie | Władysław I Łokietek                                                                            | syn Kazimierza I                                                                                | Książę łęczycki i sieradzki - od 1320 – król Polski |
| W związku z wybuchem w 1327 roku wojny polsko-krzyżackiej doszło do wymiany posiadłości pomiędzy królem a jego bratankami. Między 1327, a 1328 Przemysł inowrocławski odstąpił Władysławowi księstwo inowrocławskie wraz z Wyszogrodem i Bydgoszczą w zamian za księstwo sieradzkie. W tym samym czasie, także synowie Siemowita dobrzyńskiego – Władysław Garbaty i Bolesław dokonali zamiany księstwa dobrzyńskiego na księstwo łęczyckie. Zobacz niżej. |                                                                                                 |                                                                                                 | |

### Księstwo łęczyckie (1327–1352)
| Daty panowania | Władca                                                   | Pokrewieństwo                                            | Uwagi (Kursywą oznaczono władztwa z innych dzielnic)           |
| -------------- | -------------------------------------------------------- | -------------------------------------------------------- | -------------------------------------------------------------- |
| 1327/28–1328   | Bolesław dobrzyński                                      | synowie Siemowita dobrzyńskiego                          | współrządy z bratem - 1312–1327/28 – Książę dobrzyński         |
| 1327/28–1352   | Władysław Garbaty                                        | synowie Siemowita dobrzyńskiego                          | współrządy z bratem do 1328 - 1312–1327/28 – Książę dobrzyński |
| 1352           | Inkorporacja księstwa łęczyckiego do Królestwa Polskiego | Inkorporacja księstwa łęczyckiego do Królestwa Polskiego | Inkorporacja księstwa łęczyckiego do Królestwa Polskiego       |

### Księstwo sieradzkie (1327–1339)
| Daty panowania | Władca                                                    | Pokrewieństwo                                             | Uwagi (Kursywą oznaczono władztwa z innych dzielnic)      |
| -------------- | --------------------------------------------------------- | --------------------------------------------------------- | --------------------------------------------------------- |
| 1327–1339      | Przemysł inowrocławski                                    | syn Siemomysła                                            | - 1287–1314, 1320/24–1327 – książę inowrocławski          |
| 1339           | Inkorporacja księstwa sieradzkiego do Królestwa Polskiego | Inkorporacja księstwa sieradzkiego do Królestwa Polskiego | Inkorporacja księstwa sieradzkiego do Królestwa Polskiego |